# 431-es főút (Magyarország)
A 431-es számú főút Kiszombor külterületén húzódik, a várostól keletre, belterületét elkerülve. Hossza mintegy 5,7 kilométer.

## Nyomvonala
Az út első, északi fele egy Kiszombort elkerülő útszakasz, amely szintben keresztezi a MÁV 121-es számú Kétegyháza–Újszeged-vasútvonalát, míg a déli fele egy hagyományos, régi útvonal Nagycsanád (Románia) felé. Az országhatáron túl a DN6-os főútban folytatódik.

## Története
1934-ben a kereskedelem- és közlekedésügyi miniszter 70 846/1934. számú rendelete a Kiszombor belterületének délkeleti szélétől az országhatárig vezető szakaszát harmadrendű főúttá nyilvánította, a Szegedtől idáig tartó főút részeként, útszámozása érdekes módon akkor is 431-es volt. [Az akkor meghatározott három számjegyű útszámok és mai megfelelőik között nagyon ritka az ilyen egyezés.] Később sokáig mellékút volt (a Kartográfiai Vállalat 1970-es kiadású autótérképe például egyáltalán fel sem tünteti); a belterületet keletről elkerülő szakasz átadása után kapott ismét főúti besorolást.